# Chartella notialis
Chartella notialis är en mossdjursart som beskrevs av Hayward och Winston 1994. Chartella notialis ingår i släktet Chartella och familjen Flustridae. Inga underarter finns listade i Catalogue of Life.